# 格哈德·施特拉克
格哈德·施特拉克（德語：Gerhard Strack，1955年9月1日—2020年5月21日），德国前男子足球运动员，场上位置是中场。他曾代表西德参加1984年欧洲足球锦标赛，结果队伍止步小组赛阶段。